# To verdener
To verdener er en dansk dramafilm af Niels Arden Oplev, der havde biografpremiere 22. februar 2008.
Filmen er baseret på en sand historie og blev Danmarks Oscarbidrag i 2009 i kategorien Bedste udenlandske film.

## Handling
Filmen omhandler den 17-årige Sara, som er Jehovas vidne og lever et meget isoleret liv. Hun kæmper for at forene sin tro og sin hemmelige romance med en ikke-religiøs dreng

## Medvirkende
| Skuespiller              | Rolle     |
| ------------------------ | --------- |
| Rosalinde Mynster        | Sara      |
| Johan Philip Asbæk       | Teis      |
| Jens Jørn Spottag        | Andreas   |
| Sarah Boberg             | Karen     |
| Anders W. Berthelsen     | John      |
| Sarah Juel Werner        | Elisabeth |
| Jacob August Ottensten   | August    |
| Thomas Knuth-Winterfeldt | Jonas     |
| Charlotte Fich           | Jette     |
| Hans Henrik Voetmann     | Vagn      |
| Catrine Beck             | Thea      |
| Hans Henrik Clemensen    | Erik      |